# Concentración Demócrata
Concentración Demócrata fue un partido político de Argentina, continuador de tradición liberal-conservadora proveniente del Partido Autonomista Nacional (1872-1916) y de sus sucesores, el Partido Demócrata (1932-1957) y la Federación Nacional de Partidos de Centro (1959-1966). Suele ser referido también como Partido Conservador. Estuvo integrado por doce partidos distritales, de existencia anterior: Partido Demócrata de la Capital Federal, Partido Demócrata de Buenos Aires, Unión Conservadora de la Provincia de Buenos Aires, Partido de Centro de Tucumán, Partido Demócrata de Entre Ríos, Partido Demócrata Liberal de San Luis, Partido de Centro de San Juan, Partido Demócrata de Jujuy, Partido Demócrata de Catamarca, Unión Provincial de Salta, Partido Demócrata de Santiago del Estero y Partido Demócrata de Mendoza. Su presidente fue el tucumano José Manuel Avellaneda.
Fue fundado en 1983 para participar de las elecciones de ese año, integrando la coalición Alianza Federal, que llevó la fórmula presidencial integrada por Francisco Manrique y Guillermo Belgrano Rawson. Luego se disgregó en vista de la escasa representación electoral lograda. El partido volvió a conformarse como fuerza nacional en 2018, bajo el nombre de Partido Demócrata.

## Historia
En 1983, en ocasión del colapso de la dictadura autodenominada Proceso de Reorganización Nacional, luego de la Guerra de Malvinas de 1982, varios partidos provinciales que habían integrado el Partido Demócrata histórico y la Federación de Centros, volvieron a vincularse para crear un partido nacional bajo el nombre de Concentración Demócrata.
La Concentración Demócrata estuvo integrada por los siguientes partidos: Partido Demócrata de la Capital Federal (Jorge Rodríguez Vivanco, Carlos Ure, Roberto Azzareto, Alberto González Allende, Federico Pinedo), Partido Demócrata de Buenos Aires (Julio Cueto Rúa), Unión Conservadora de la Provincia de Buenos Aires (Eduardo Aranda Lavarello, Hilario Muruzábal), Partido de Centro de Tucumán (Manuel Avellaneda, Rafael Bulacio), Partido Demócrata de Entre Ríos (Alberto Saffores), Partido Demócrata Liberal de San Luis, Partido de Centro de San Juan, Partido Demócrata de Jujuy (Julio van Gaester, Héctor Sánchez Iturbe), Partido Demócrata de Catamarca (Francisco Acosta, Jorge Ponferrada), Unión Provincial de Salta (Freddy Saravia, Antonio Guzmán Pinedo), Partido Demócrata de Santiago del Estero (Jaime Verdaguer Gonzáles) y Partido Demócrata de Mendoza (Francisco Gabrielli, Horacio Arnout). Su presidente fue el tucumano José Manuel Avellaneda.
En las elecciones presidenciales de 1983 Concentración Demócrata integró la coalición Alianza Federal, que llevó la fórmula presidencial integrada por Francisco Manrique y Guillermo Belgrano Rawson, que obtuvo 0,70% de los sufragios y ningún elector, sin conseguir diputados ni senadores. La alianza se disolvió tras los comicios.